# Francis Bestion
Francis Victor Bestion (ur. 8 maja 1957 w Fontans) – francuski duchowny katolicki, w latach 2014–2024 biskup Tulle, biskup Blois od 2024.

## Życiorys

### Prezbiterat
Święcenia kapłańskie otrzymał 27 maja 1990 i został inkardynowany do diecezji Mende. Pracował głównie jako wykładowca seminariów w Awinionie i w Tuluzie. Od 2009 wikariusz generalny diecezji.

### Episkopat
12 grudnia 2013 papież Franciszek mianował do biskupem ordynariuszem diecezji Tulle. Sakry biskupiej udzielił mu 23 lutego 2014 metropolita Poitiers - arcybiskup Pascal Wintzer.
1 października 2024 został mianowany biskupem diecezji Blois.